# Estadio de Élite
La frase "Estadio de élite" es utilizada por la UEFA como reconocimiento al estadio de un club determinado por la calidad de éste, su construcción, su servicio a los hinchas. Estos estadios, antes denominados "Estadios Cinco Estrellas", reúnen los requisitos que la UEFA pone de manifiesto para otorgar este galardón.
Es el máximo reconocimiento a la infraestructura más importante de un club, el estadio, y abre las puertas a celebraciones de eventos y finales, como la de la Champions League.
Algunos estadios que la ostentan son el Santiago Bernabéu, estadio del Real Madrid, y el Amsterdam Arena, del Ajax de Ámsterdam.
El reconocimiento es otorgado progresivamente, y después de muchas visitas de los comisarios al estadios y de muchas valoraciones.

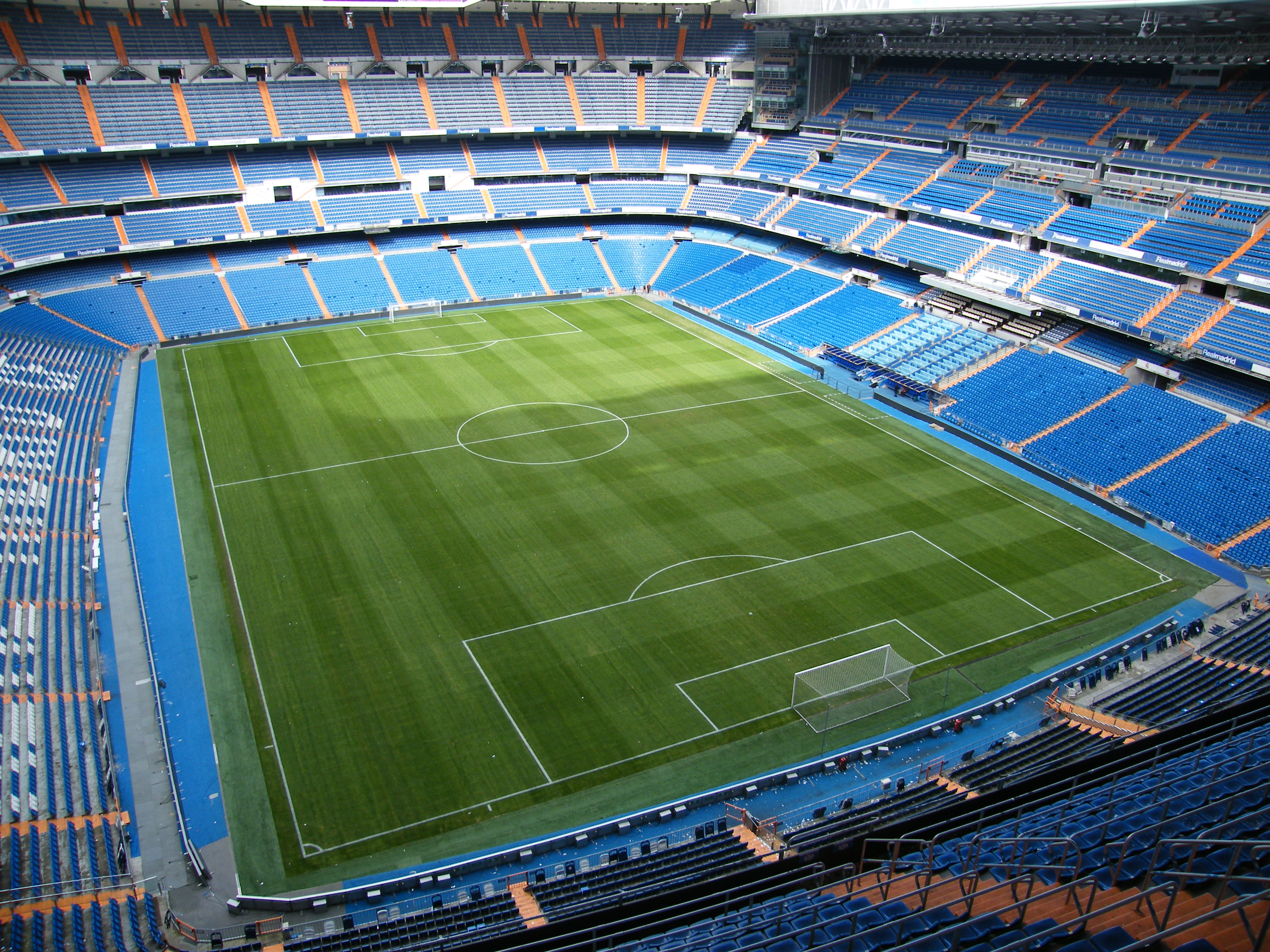
Estadio Santiago Bernabéu

- Datos: Q5848499